# Железнодорожный транспорт в Южном Судане
Железнодорожный транспорт в Южном Судане развит слабо. Всего 248 километров существующих в стране железных дорог представляют собой южносуданскую однопутную ж/д линию капской колеи, соединяющую город Вау с городом Бабануса в Судане. Эта линия была построена в 1959—1962 гг и сильно повреждена во время гражданской войны, а позже отремонтирована при помощи ООН.

## Железнодорожные связи со смежными странами
- Судан — нет, одинаковая колея 1067 мм, продолжается пограничный конфликт между Суданом и Южным Суданом.
- Демократическая Республика Конго  — нет, одинаковая колея 1067 мм.
- Эфиопия — нет, изменение ширины колеи с 1067 мм на 1435 мм.
- Кения — нет, изменение ширины колеи с 1067 мм на 1435 мм.
- Уганда — нет, изменение ширины колеи с 1067 мм на 1435 мм.
- Центральноафриканская Республика — нет железных дорог.

Существуют планы построить железнодорожную линию, соединяющую Вау со столицей страны городом Джуба. Однако более реально с помощью китайских инвестиций построить в Южном Судане железные дороги европейской колеи из соседних Эфиопии, Кении и Уганды.